# سرپیتک
سرپیتک، روستایی در دهستان بولی بخش بولی شهرستان چوار در استان ایلام ایران است.

## جمعیت
بر پایه سرشماری عمومی نفوس و مسکن در سال ۱۳۹۵، جمعیت این روستا برابر با ۱۱ نفر (۴ خانوار) بوده‌است.